# آدنوم هیپوفیز
آدنوم هیپوفیز تومورهایی هستند که در هیپوفیز رخ می دهند، آدنوم های هیپوفیز اصولاً به سه دسته تقسیم می شوند، آدنوم خوش خیم، آدنوم بدخیم و کارسینوما. ۳۵ درصد بیماری های این دسته از تومور ها را آدنوم بدخیم و اکثرشان را آدنوم خوش خیم تشکیل می دهند و تنها ۰.۱ تا ۰.۲ درصد را کارسینوما تشکیل می دهد.
آدنوم های هیپوفیز ۱۰ تا ۲۵ درصد تومور های داخل-جمجه ای را تشکیل می دهند.

## علائم آدنوم هیپوفیز
جدا از سردرد و کاهش بینایی که به دلیل مجاورت هیپوفیز با عصبهای بینایی بطور شایع اتفاق می‌افتد، علائم بیمارانی که تومور هیپوفیز دارند وابسته به نوع و محل آدنوم است مانند: ترشح شیر از سینه در زمانی غیر از دوران شیردهی و حتی در آقایان، اختلالات بلوغ، همراهی دیابت با فشارخون و مشکلات قلبی دیگر، رشد غیر عادی اندامها و صورت که پس از بلوغ رخ دهد و باعث درشت و زمخت شدن دستها، پاها و صورت بیمار میشود. علامت دیگر در مورد تومورهای هیپوفیز “دیابت بی‌مزه” است؛ نوعی پرنوشی و پرادراری که در اثر کاهش ترشح هورمونی ایجاد میگردد که وظیفه آن مهار دفع آب در ادرار است و در کمبود آن آب زیادی در ادرار دفع میشود. علت آنکه به این علامت دیابت بی مزه میگویند هم این است که گرچه در بیماران دیابتی نیز حجم ادرار زیاد میشود اما همراه با دفع قند است بر خلاف این بیماران که در ادرار آنها فقط دفع آب زیاد شده و قند ادرار زیاد نیست.

## نگارخانه

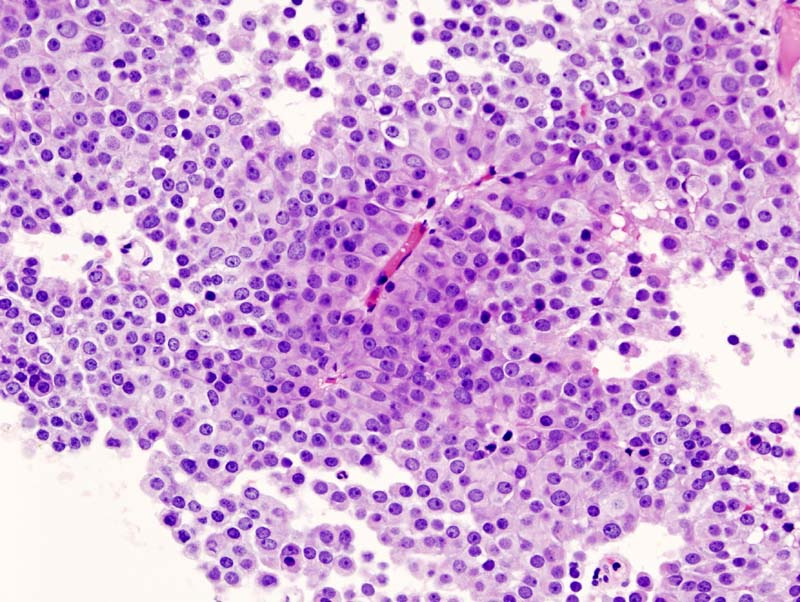
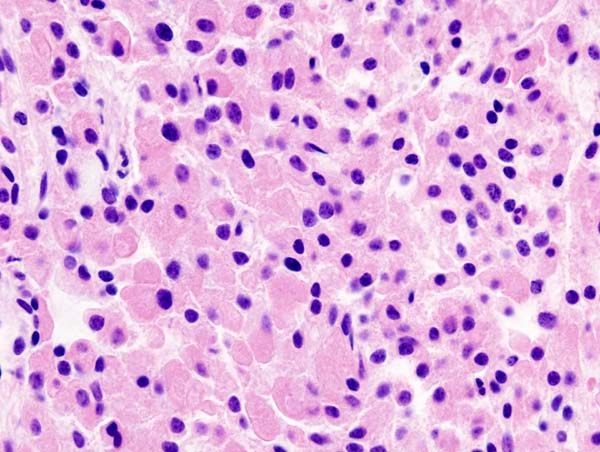
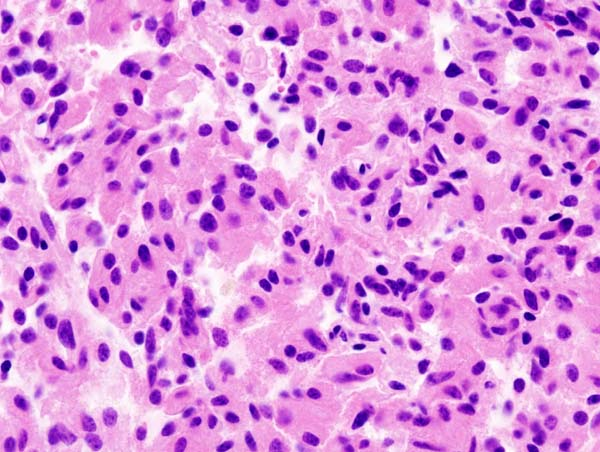